# Amparo Moreno
Amparo Moreno Garrigós (Barcelona, 24 de julio de 1949) es una actriz española.

## Trayectoria
Su carrera se ha desarrollado especialmente en teatro, si bien cuenta también con una larga trayectoria tanto en cine como en televisión.
Sobre los escenarios, comenzó en el género de la Revista, trabajando en El Molino de Barcelona. Su personaje más recordado es el de Shirley Valentine en la obra homónima de Willy Russell, que representó en 1994 bajo la dirección de Rosa María Sardà. Posteriormente ha intervenido en los montajes, entre otros, de Monjitas (2000), Patas arriba (2003), Els hereus (2007) o Peer Gynt.
Para la gran pantalla ha intervenido en más de sesenta títulos, entre los que pueden mencionarse Perros callejeros II (1979), de José Antonio de la Loma, Las aventuras de Zipi y Zape (1981), Sal gorda (1984), de Fernando Trueba, Morir (o no) (2000), de Ventura Pons, La Vida de David Gale  (2003), de Alan Parker  y Tapas (2005), de José Corbacho."¿Y tu quien eres?" (2007), de Antonio Mercero.
En cuanto a televisión, adquiere notoriedad en 1984 gracias a su participación en sketches cómicos del programa de Rosa María Sardà Ahí te quiero ver. Para la pequeña pantalla también ha participado en Planeta imaginario (1985-1986), Farmacia de guardia (1991-1993), Sin vergüenza (1992), El cor de la ciutat (2005-2009) o episódicamente en Aída y Aquí no hay quien viva (2005), dando vida a la madre de Paloma (Loles León), pese a ser tan solo un año mayor en la vida real.
En 2016 regresa a los escenarios con Recurso de amparo, un monólogo escrito por ella misma.
En 2018 participa en un episodio de la serie Cuerpo de élite, de Antena 3, acreditada como colaboración especial.
Desde 2022, forma parte del reparto principal de la serie Després de tu (coproducida por À Punt, TV3 i IB3), interpretando a Encarna, madre del protagonista y abuela de la familia.